# Serrejón
Serrejón es un municipio español de la provincia de Cáceres, en la comunidad autónoma de Extremadura. Tiene una población de 407 habitantes (INE 2024).

## Geografía
El término municipal de Serrejón limita con los de Toril al norte, Saucedilla al este, Romangordo al sureste, Casas de Miravete al sur y Torrejón el Rubio al oeste.

## Historia
A mediados del siglo XIX, la villa tenía contabilizada una población de 1095 habitantes. Aparece descrita en el decimocuarto volumen del Diccionario geográfico-estadístico-histórico de España y sus posesiones de Ultramar de Pascual Madoz de la siguiente manera:

SERREJON: v. con ayunt. en la prov. y aud. terr. de Cáceres (15 leg.), part. jud. de Navalmoral de la Mata (4), dióc. de Plasencia (7), c. g. de Estremadura (Badajoz 29): sit. en una colina pizarrosa; es de clima templado; reinan los vientos S. y O., y se padecen inflamatorias y tercianas: tiene 208 casas; la de ayunt.; cárcel; escuela dotada con 1,500 rs. de los fondos públicos, á la que asisten 100 niños de ambos sexos; igl. parr. (San lldefonso) con curato de primer ascenso y de provision ordinaria; y en los afueras el cementerio. Se surte de aguas potables en varias fuentes naturales de las inmediaciones, 2 buenas y las demas calizas. Confina el térm. por N. con el de el Toril; E. Saucedilla; S. Almaráz, y O. Herguijuela, estendiéndose 1 leg. próximamente por todos los puntos, y comprende á 1 leg. al SO. y márg. der. del Tajo, el santuario de Ntra. Sra. de la Oliva; al S. y N. de la v., montes de encina, y por los otros lados monte bravio de jara y otras matas. Le baña el r. Tajo, que forma su límite oriental, y el arroyo grande llamado Valbuena, que corre al NO. y tiene un puente de piedra, camino del Toril. El terreno es escabroso, de mediana y mala calidad: los caminos, vecinales, todos carreteros: el correo se recibe en Almaráz, por balijero, tres veces á la semana. prod.: trigo, centeno, cebada, garbanzos, habas y aceite; se mantiene ganado vacuno y de cerda, y abundante caza de todas clases, y pesca de tencas y orihuelos. ind. y comercio: 4  molinos narineros, otros tantos de aceite en buen estado; se esporta este liquido y el trigo. pobl.: 200 vec., 1,095 alm. cap. prod.: 1.907,200 rs. imp.: 95,360. contr.: 15,272 rs. 4 mrs.
(Madoz, 1849, p. 204)

## Demografía
Serrejón cuenta con una población de 407 habitantes (INE 2024).
| Gráfica de evolución demográfica de Serrejón entre 1842 y 2021                                                                                                 |
| |
| Población de derecho según los censos de población del INE Población de hecho según los censos de población del INEEn este censo se denominaba Serregón: 1842. |

## Patrimonio

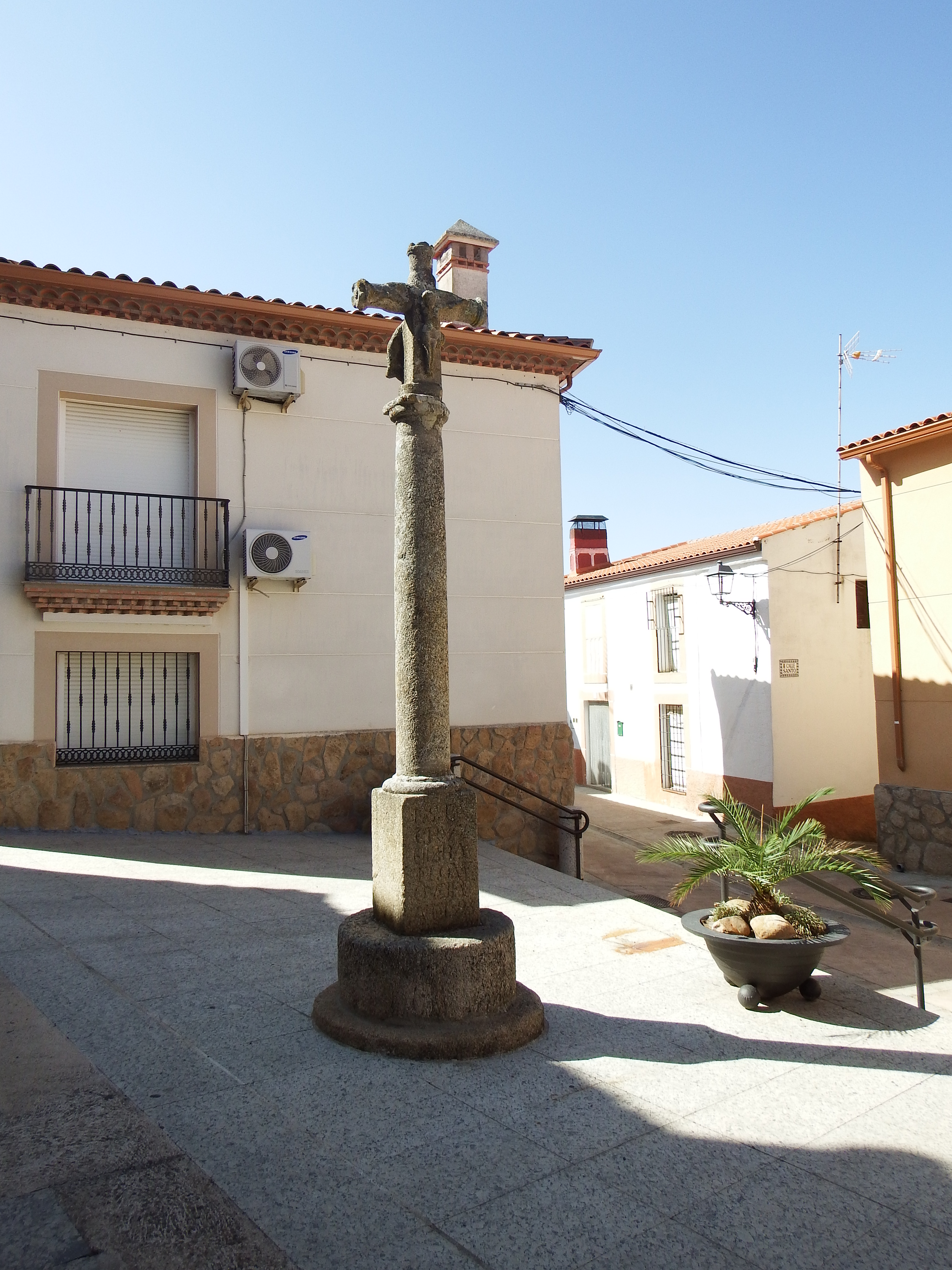
Crucero

En la localidad hay una iglesia parroquial católica bajo la advocación de San Ildefonso, en la archidiócesis de Mérida-Badajoz, diócesis de Plasencia, arciprestazgo de Casatejada.